# 杨天啸
杨天啸（1950年—），中华民国陆军二级上将（退役），生於越南富國島，籍貫安徽省宿縣，畢業於陸軍官校正41期，曾任國軍家扶基金會董事長、陸軍司令、国防部总政战局长、陸軍金防部司令、陸軍教準部司令、參謀本部人次室次長、陸軍總部參謀長、國防大學教育長、國防大學戰爭學院副院長。

## 荣誉

### 中华民国勋章奖章
- 四等宝鼎勋章（2008年3月4日于台北总统府颁授[1]）
- 三等云麾勋章（2009年2月5日于台北总统府颁授[2]）
- 三等宝鼎勋章（2011年8月16日于台北总统府颁授[3]）